# 染料昇華印刷
染料昇華印刷 (せんりょうしょうかいんさつ、Dye-sublimation printer) は、熱を使用してプラスチック、カード、紙、布などの材料に染料を転写するデジタル印刷技術である。

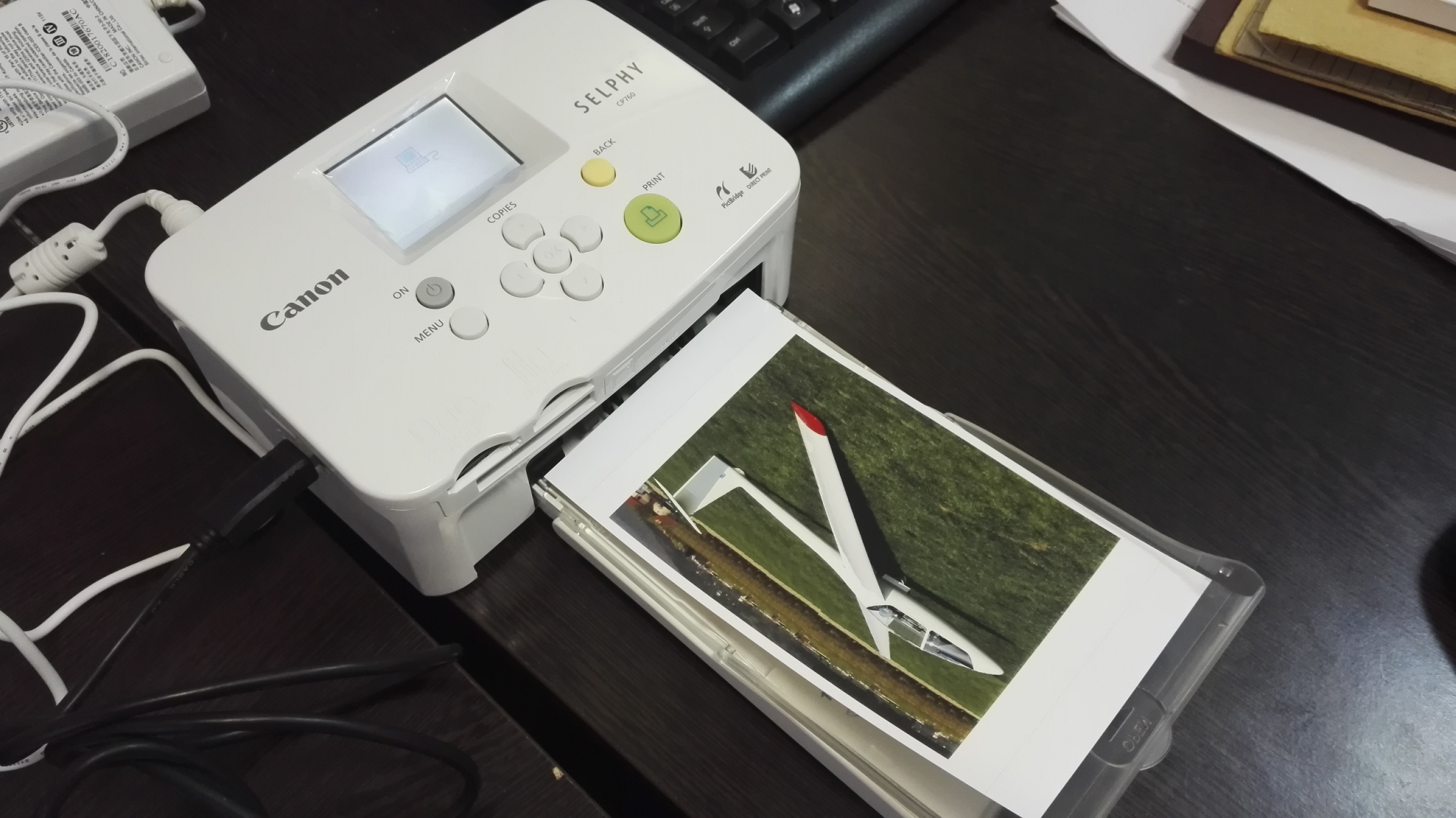
「昇華熱転写ダイレクト印刷」方式を用いた染料昇華型フォトプリンター（昇華型熱転写プリンター）

## 概要
昇華性の染料インクが液体を経由せずに固体から直接気体に相転移するように見えたので「染料昇華（Dye-sublimation）」と名付けられた。ただし実際は染料が液化のプロセスをとっていることが後に判明したため、この表現は正確ではない。それが判明して以来、このプロセスの適切な名称は「染料拡散 (dye diffusion)」として知られるようになったが、プリンターのカテゴリーの名称が技術的に正しい用語に置き換えるということはなく、従来通り「染料昇華型」と呼ばれている。
染料昇華印刷の方式としては、プリンターで対象物に図像を直接印刷する「ダイレクト方式（直接昇華方式）」と、一度「転写紙」に印刷した図像を熱プレス機を用いて別の物に転写することで印刷する「昇華再転写方式」がある。ダイレクト方式には、サーマルプリントヘッドを用いて対象に図像を印刷すると同時に定着させる「昇華熱転写ダイレクト印刷」方式と、インクジェットプリントヘッドなどを用いて布に図像を印刷した後、ヒーター（熱発色機）にかけて昇華処理を行うことで定着させる「ダイレクト昇華インク」方式がある。
「昇華熱転写ダイレクト印刷」方式は、写真印刷、カード印刷、名刺印刷などで主に使われているダイレクト方式の一種である。インクリボンに塗布された昇華性染料インクを、熱した印字ヘッドによって専用のコート紙に転写する「昇華型熱転写プリンター」として、民生用では写真印刷用の小型プリンターとして主に用いられており、また業務用でもデザイン出力用やDTP用途の大型プリンターとしても用いられている。昇華型熱転写プリンターは、サーマルプリントヘッドを利用して印刷を行う「感熱記録式プリンター（サーマルプリンター）」の一種でもある。昇華型熱転写プリンターは印字するドット毎に転写するインクの濃度が調整できるため階調表現に優れ、写真印刷用途にも耐えうる画質が得られる。染料インクが使用されるため耐水性や耐候性は劣るが、近年の昇華型は表面にラミネート処理を施すことで耐水性・耐候性を高めている。ただ、感熱式プリンターと同様に印刷には専用用紙を必要とするため高コストであることや、色ごとに印刷動作を繰り返すため印刷に時間がかかる、色ずれが起きやすいといった熱溶融型プリンターと同様の欠点もある。そのため、2010年代以降にはインクジェットプリントヘッドの性能向上に伴い、業務用写真プリンターとしてはインクジェットプリンターに置き換えられつつあり、フォトプリンター大手のエプソンでもインクジェットフォトプリンター（インクジェットミニラボ）を勧めている。磁気カードやICカードでも昇華熱転写を使うと綺麗な印刷になるため、よく使われていたが、昇華熱転写はインクリボンを使うことによる生産性やセキュリティーの問題があるため、近年はインクジェットへの置き換えが進んでおり、カードプリンター大手のキヤノンも目的に合わせて選ぶことを勧めている。
「昇華熱転写ダイレクト印刷」方式を用いたフォトプリンターでは「YMC」のインクリボンが使われるが、IDカードプリンターではテキストとバーコードも印刷する必要があるため、YMCだけでなくKとO（「O」は印刷面保護のための「オーバーコート」または「オーバーレイ」）のパネルも加えた「YMCKO」のインクリボンが使用される。この時「Y」「M」「C」のパネルは染料拡散（昇華転写）方式で印刷されるが、「K」と「O」のパネルは 溶融型熱転写印刷によって印刷される。オーバーコートはカードの表面を保護するため、インクリボンのパネルの全面を使ってカードの全面に塗布される。このプロセスは、特許文献などでは「dye diffusion thermal transfer（染料拡散熱転写）」、略して「D2T2方式」と呼ばれることもある。
「昇華再転写」方式は、Tシャツプリントなどで主に用いられている染料昇華印刷の方式である。転写紙に一度鏡像を転写する必要があり、面倒な上にランニングコストも高くなるが、再転写方式を使うと複雑な形をした物に対しても印刷できるので、表面がデコボコしたIDカードの印刷や、グッズなどへの印刷にも使用されている。スポーツのユニフォームやノベルティTシャツを印刷する町のウエアプリント業者など、小ロットの製造業においても「昇華再転写プリンター」が主に用いられている。家庭では熱プレス機の代わりにアイロンが使える（俗に「アイロンプリント」と呼ばれる）が、例えばマグカップの表面にプリントするための「マグカッププレス機」など、Tシャツ以外の商品に印刷するためには商品の形に合わせたヒートプレス機が必要となる。
「ダイレクト昇華インク」方式は、ガーメントプリンタなどで主に用いられているダイレクト印刷方式の一種である。「ダイレクト昇華インク」方式は、大量の印刷を行うアパレル業界で主流で、布の感触を残しつつ鮮やかな印刷画質が得られる昇華印刷のメリットとともに、従来は産廃処理していた大量の転写紙が出ないメリットがある。また、印刷版が不要でシンプルな印刷工程をとることが可能なため、多品種少量印刷にも適しており、小規模プリント業者においても普及が進んでいる。
染料昇華方式を用いたプリンターとしては、2010年代以降、フォトプリンターとして使われる昇華熱転写プリンターの市場が縮小する一方で、サイネージ/テキスタイル/ラベル印刷業界においてアナログ方式からデジタル方式への転換が進んでおり、これらの業界における昇華再転写プリンターの市場拡大が著しい。2013年にエプソンがピエゾ方式インクジェット昇華転写型テキスタイルプリンターで参入、2019年にHPがサーマル方式インクジェット昇華転写型テキスタイルプリンターで参入するなど、インクジェットプリンター大手が昇華インクジェットプリンターによってテキスタイル印刷業界に参入する事例が相次いている。
「昇華ジェルジェット印刷」と混同しないように注意が必要である。昇華ジェルジェット印刷とは、リコーがビジネス向けプリンター「IPSiO」向けに開発した特殊な「GELJETビスカスインク」を使用した方式で、インクが実際に昇華する。「ジェルジェット」はリコーの登録商標であり、リコーは新カテゴリー「ジェルジェットプリンター」と主張しているが、一般的にはインクジェットプリンターの一種とされる。ジェルジェットを用いた印刷は染料昇華印刷における再転写方式とやり方は同じだが、より低い温度で、より高い圧力で行われれる。ジェルジェットは粘度の高い顔料インクを使用しており、通常の顔料よりも乾きが早く、また染料のように滲むこともない。なので、IPSiOは競合他社のビジネス向けインクジェットプリンターより印刷が早く、レーザープリンターと比べてインクが安い利点がある。一方、競合他社のインクジェットプリンターと比べて写真の印刷が汚いので、家庭用向けには展開されておらず、文書の印刷が主なビジネス向けのみとなっているが、ジェルジェットは滲みが少ないので、ノベルティマグカップの印刷などにおいてよく利用される（特にキャラ物の同人ノベルティマグカップに強く、コミックとらのあなのグッズ制作部門「とらのあなクラフト」が採用している）。
2018年現在、主にフォトプリンタとして使われる民生用昇華型熱転写カラープリンターのシェアはキヤノンの「SELPHY」シリーズが1位。また、民生用昇華再転写型インクジェット式カラープリンターとしては、エプソンが一応「SureColor」シリーズで展開しているが、装置がとても大掛かりになるので、家庭内で一定数のグッズを製造するSOHO業者でもない限りは一般人には厳しい。主に業務用のフォトプリンターとして使われる昇華型熱転写プリンターの記録材料（インクリボン）はDNPが世界シェア1位で、5割を超える。2018年現在、業務用のテキスタイルプリンターのシェアはドーバーコーポレーション（MS Printing）が1位だが、コニカミノルタや武藤工業もトップクラスのシェアを持つ。2013年に業務用プリンタ「SureColor SC-F7100」で昇華転写方式のテキスタイルプリンターを初めて投入して捺染市場に本格参入した業務用プリンター大手のエプソンの2016年現在の動向を例に挙げると、業務用フォトプリンターの市場が縮小しつつある一方で、テキスタイル市場の拡大が著しいので、エプソンも自社の得意のインクジェット技術を用いてそちらに注力している。

## 昇華型熱転写プリンターの歴史

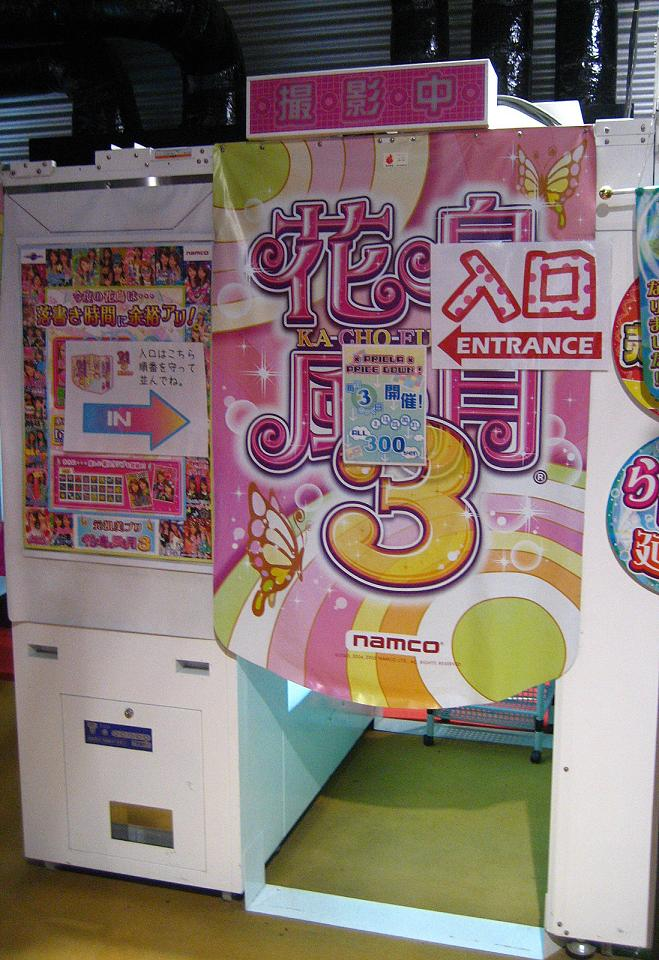
プリントシール機でよく使われる印刷方式である昇華型熱転写方式

1980年代前半、VTR機の普及により、写真に匹敵する画質の印刷を行えるビデオプリンターの需要が高まっていた。そのため1982年、ソニーがカラービデオプリンター「マビグラフ」を発表。これが世界初の昇華型熱転写プリンターである。ソニーの成功を受け、エプソンやキヤノンを含む日本メーカー各社が昇華型ビデオプリンターの開発に参入した。
1985年には日立製作所も昇華型熱転写プリンターの実用化に成功し、1986年5月、感熱昇華方式を採用した世界初の家庭用カラービデオプリンター「VY-50」が250,000円（標準価格）で発売された。昇華型インクシートは大日本印刷と、感熱ヘッドは京セラと共同開発を行った。発熱素子1ドット当たり64階調の、当時としてはリアルな階調表現が可能であった。
1995年にはゲームセンターでプリントシール機のプリント倶楽部が稼働し、1990年代後半にはプリントシール機が大ブームになるとともに、プリントシール機の一部として昇華型熱転写プリンターも普及した。三菱電機京都製作所が製造した昇華型プリンターは、1997年にプリント倶楽部のフォトプリンターとして採用され、三菱の昇華型プリンターは一気に世界シェアを伸ばした。神鋼電機（現・シンフォニアテクノロジー）の製品も1998年より競合のプリント機に採用され、こちらも一気に世界シェアを伸ばした。
2000年頃にはデジカメブームによって家庭用フォトプリンターの市場が増大し、多くのメーカーが昇華型プリンターで家庭用フォトプリンター市場に参入。HP（Photosmart）とエプソン（カラリオ）の2社だけはフォトプリンターでもインクジェットを採用し続けたが、他のメーカーは昇華型を採用し、2004年当時のフォトプリンターは昇華型が主流であった。大手メーカーの昇華型フォトプリンターとしては、オリンパスの「CAMEDIA」、ソニーの「ピクチャーステーション」などが存在した。2002年には業務用昇華型フォトプリンター大手の神鋼電機も1万9800円の低価格な家庭用昇華型フォトプリンター「COLOR PET SP-100」で50年ぶりにコンシューマに参入したが、家庭用においてはキヤノンの昇華型プリンターである「SELPHY」が強く、ほとんどのメーカーが2010年までに撤退した。
昇華型熱転写プリンター草創期からの大手メーカーであったソニーの動きを挙げると、1990年代後半にデジカメ「デジタルマビカ」と連動したビデオプリンター「マビカプリンター　FVP-1」（1998年）などを販売していたソニーは、プリンターは昇華型熱転写方式のビデオプリンターしか展開していなかったが、1998年に小型メモリーカード「メモリースティック」を発売したことを契機として、メモリースティックを基軸としてパソコン (VAIO) やデジカメ（サイバーショット）と連動するAV製品の展開に力を入れ始めた。1999年、ソニーは昇華型熱転写方式を採用したメモリースティック対応家庭用デジタルフォトプリンター「DPP-MS300」を発売し、家庭用フォトプリンター市場に参入。2000年にPlayStation 2対応インクジェット式ビデオプリンタ「popegg」（キヤノンのOEM）を発売して流れに乗るソニーは、2001年に自社開発によるインクジェットプリンター事業に参入し、ソニー初のインクジェットプリンター「MPR-501」を発表。インクジェットプリンタヘッドは「サーマルヘッド方式」を採用することで、昇華型熱転写プリンタで培ったノウハウが生かせるという目論みがあったが、インクジェット方式では家庭用プリンタ大手であるキヤノンやエプソンにはかなわず、シェアが取れなかった。そのため、ソニーは従来の「シリアルヘッド方式」よりも高速・高画質な次世代インクジェットプリンターとして「ラインヘッド方式」を採用した「LD Shot」と称するインク吐出技術の開発を進め、2003年にはラインヘッド方式によるインクの吐出技術の開発に成功したことを発表したが、これを搭載したプリンターは予価が50万円まで跳ね上がったうえに、専用紙やインクの開発などまだまだ難題が多く、ソニーは2004年にラインヘッド方式のインクジェットプリンター「LPR-5000」（350,000円）の受注販売までこぎつけた物の、商業的には失敗に終わった。そのため、「LPR-5000」の受注は2005年をもって終了し、インクジェットプリンター事業自体も2005年に終了した。ソニーのプリンター事業は再び昇華型熱転写プリンター事業のみとなったが、家庭用プリンター事業は2009年発売の「DPP-F700」をもって終了。ソニーは業務用フォトプリンターでも世界的大手だったが、ソニーに昇華型プリントメディアを提供していた大日本印刷に業務用フォトプリンター事業を譲渡し、2010年に業務用昇華型フォトプリンター事業から撤退。以後は医療用フォトプリンター事業に資源を集中している。
プロフェッショナル向け写真印刷の分野においては、2000年代に入るとデジカメの普及と銀塩写真の衰退に伴い、プロフェッショナル向け写真プリント市場において銀塩写真用の「銀塩ミニラボ」がデジタル写真用の「ドライミニラボ」に置き換えられ、富士フイルムやDNPなどの昇華型プリンターが普及した。しかし2010年代に入るとメーカー各社がラインヘッドの実用化に成功するなどインクジェットプリンターの高性能化に伴い、従来は昇華型熱転写プリンターが得意とした写真印刷の分野に各社が続々とインクジェットプリンターを投入し、昇華型熱転写プリンターからインクジェットプリンターへの置き換えが始まった。
インクジェットプリンター「PIXUS」を展開する家庭用プリンター大手のキヤノンは、2011年当時は家庭用フォトプリンターとしては昇華型熱転写プリンター「SELPHY」を展開する、家庭用昇華型熱転写プリンターの最大手であったが、「SELPHY」のプリントユニット自体は自社開発ではなく、初代の「CP-10」（2001年発売）よりアルプス電気のOEMであった。キヤノンは2011年、PIXUSに搭載している高密度プリントヘッド技術「FINE」を応用し、キヤノンで初めてラインヘッドを搭載した（「FINEラインヘッド」）インクジェットプリンター「DreamLabo 5000」を発売し、インクジェットで業務用フォトプリンター市場に参入。「5000」とは「5000万円」と言う意味で、業務用としても著しく高価だが、その価格に見合う高いクオリティを標榜している。
インクジェットプリンター「Colorio」を展開する家庭用プリンター大手のエプソンは、昇華型熱転写方式ビデオプリンターからは1988年に撤退し、以後はインクジェットプリンターの専業メーカーとして、2000年頃のフォトプリンターのブームの時でも昇華型には再参入しなかった。フォトプリンターとしては、プロフェッショナル/ハイアマチュア用でも家庭用と同じインクジェットプリンターの「Colorio」を展開していたが、基本的に家庭用がメインであったため、インクジェット技術を用いた業務用への進出の機会をうかがっていた。エプソンは2007年に開発した「TFP（マイクロピエゾTFヘッド）」技術を武器として、2012年に「SureColor」シリーズでサイネージ向け市場に参入するなどしていたが、エプソンはさらに2013年までに1億6000万ドルを投入し、次世代プリントヘッド「PrecisionCore」の実用化に成功。「PrecisionCore」はシリアルヘッド方式でもラインヘッド方式でもどちらでも構成可能で、多種多様なメディアに印刷可能であることから、2010年代中頃よりエプソンは「銀塩・昇華型をインクジェットに置き換える」方針を掲げ、CAD市場や捺染市場（=昇華式ピエゾプリンター）など様々なプロフェッショナルプリンティング分野に参入している。

## 昇華再転写方式のプロセス

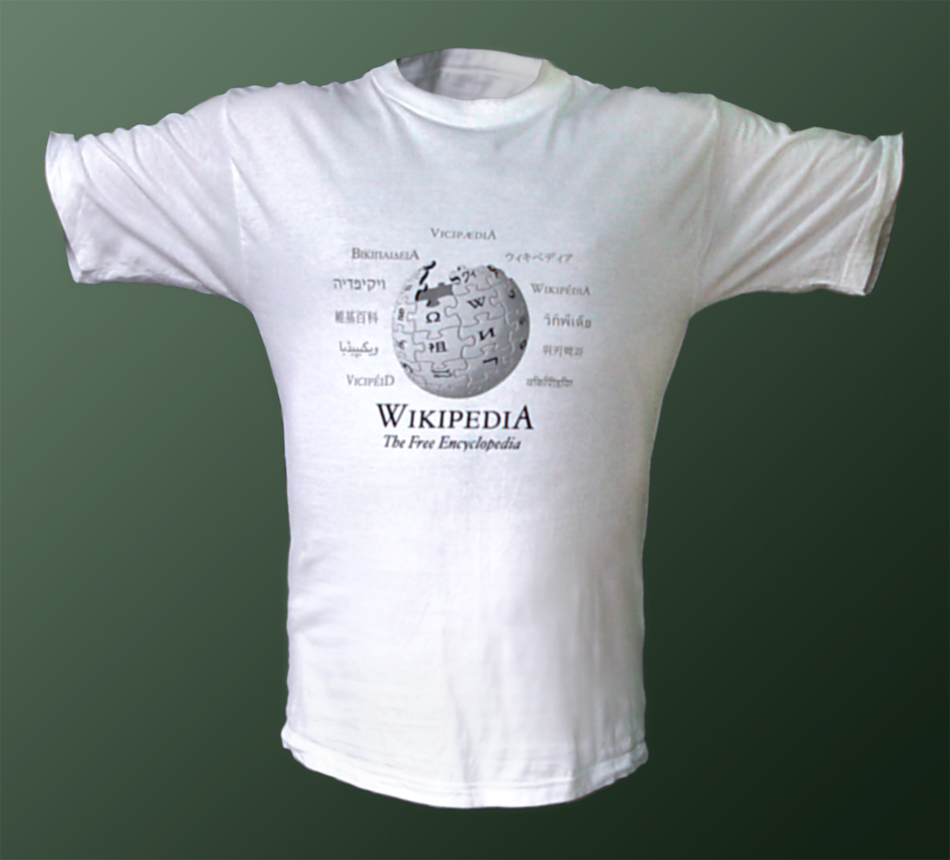
ノベルティTシャツでよく使われる印刷方式である昇華再転写方式

昇華型印刷とは、ポリエステルやポリマーでコーティングされた対象物に対して行われる、フルカラー印刷が可能なデジタル印刷技術である。シルクスクリーンプリントのように印刷版を必要とするアナログな印刷ではなく、プリンターで印刷するデジタルな印刷なので「デジタルプリント」「デジタル昇華」とも呼ばれるこのプロセスは、印刷版を作らないだけ低コストなので、小ロットの印刷に向いており、服飾、看板、のぼりのほか、携帯電話のカバー、バッジ、マグカップ、その他の昇華印刷がしやすいノベルティアイテムの表面の装飾によく使用される。「ラバープリント」などのように厚盛りにならず、通気性が良いので、スポーツウェアなどでもよく使われる（ノベルティプリントTシャツだとラバープリントの方が好きな人もいる）。このプロセスでは「昇華」という科学現象を利用する。昇華法では、固体に熱と圧力を加えることで、液相を通過せずに吸熱反応によって固体が直接気体に変わる。
昇華型印刷で一般的な昇華再転写方式のプロセスを述べると、まず、特殊な昇華染料に圧電プリントヘッドを当てることにより、ゲル状の昇華インクを「転写紙」に反転印刷させる。この「転写紙」とは高い離型性を持ったインクジェット紙のことで、昇華型インクをこれに付着させた状態で保持する。次に、このデジタルデザインが印刷された転写紙を、印刷を行う対象物と一緒にヒートプレス機に設置する。
画像を転写紙から印刷対象物に転写するには、時間、温度、圧力を適切に組み合わせた熱プレス機プロセスが必要となるが、それぞれどのようにすれば良いかは、印刷する対象によって異なるので注意が必要である。この過程で、昇華した色素が分子レベルで印刷対象物に転写される。昇華印刷に使用される最も一般的な染料では、摂氏175度（華氏350度）程度で昇華される。ただし、最適な発色を得るには、通常、摂氏195〜215度（華氏380〜420度）の範囲で行うのがよい。
昇華型プリントを利用すると、ほぼ永久的な高解像度のフルカラープリントが得られる。染料は印刷対象物に部分的に張り付いているわけではなく、分子レベルで印刷対象物と融合しているため（スクリーン印刷や衣服に直接印刷する直接昇華方式のガーメントプリンターなどと同様）、一般的な利用環境のもとでは、プリントが基材から割れたり、色あせたり、はがれたりすることはない。

## 昇華型熱転写方式のプロセス

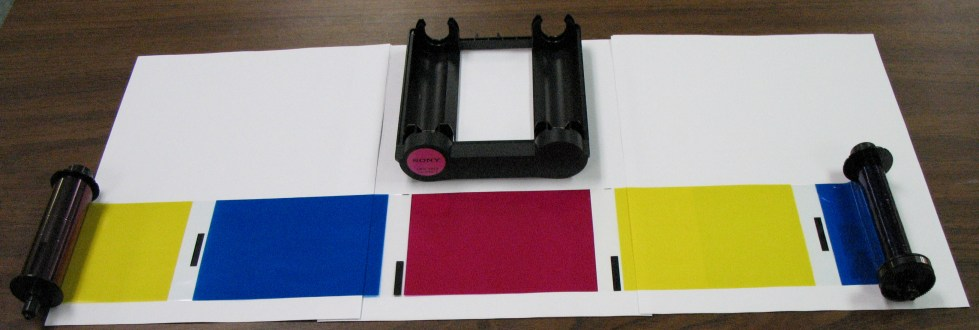
一般的な業務用フォトプリンター（昇華型熱転写プリンター）のインクリボン。CMYのパネルごとに分かれている

昇華型熱転写方式の一般的なプロセス、つまり昇華型熱転写プリンターの動作を述べると、1回の印刷ごとにCMYOの内の1つが印刷されるので、紙がプリンターを何回か出たり入ったりする。染料は、各色ごとに別々のパネルに分割されたポリエステル製のインクリボンの形で保存されている。各色のパネルの大きさは、印刷されるメディアのサイズに合わせて決められている。たとえば、6インチx4インチの昇華型プリンタ（CMYO式）で使われるインクリボンには、6インチx4インチのカラーパネルが4つ存在する。
印刷サイクル中、サーマルプリントヘッド（通常は印刷媒体の短い方の寸法と同じ幅）の下で動作するプリンタローラーは、印刷メディア（紙）とカラーパネルの1つを同時に移動させる。サーマルプリントヘッドの小さな発熱体（画素）は温度を急速に変化させ、加えられる熱の量に応じて異なった量の染料を紙に塗布する。染料の一部は紙に拡散する。
プリンタが1つの色において、紙に対する印刷を終了すると、インクリボンの次のカラーパネルが巻き付けられ、次のサイクルの準備のためにプリンターの排出口から紙が部分的に排出され、また引っ込む。プロセス全体が合計で4〜5回繰り返される。最初の3つは、画像の完全な色再現を行うために紙に3原色を配置するものである。「CMY」の3原色だけでは黒色の再現が不十分となるため、「CMYKO」式では改めて黒色インク（「K」）を使った熱転写プロセスを行う場合があるが、行わない製品もある。「CMYO」の最後のプロセスではラミネートのオーバーレイで印刷面を覆う。この層によって、紫外線や湿気から染料を保護する。

## 昇華型熱転写プリンターとインクジェットプリンターの比較

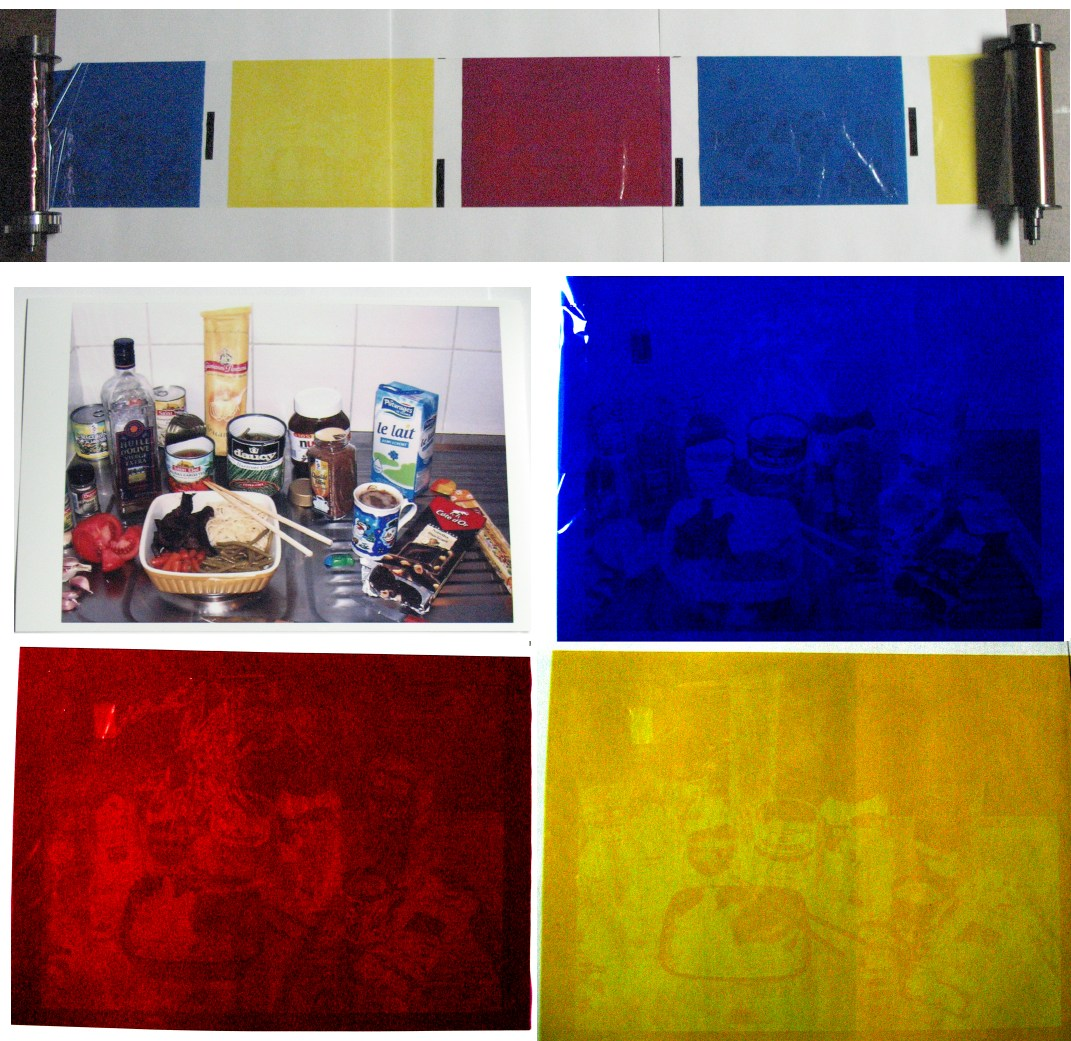
昇華型熱転写フォトプリンターでは、C・M・Yの3枚のインクリボンのパネルを用いて1枚の写真を印刷する。使用済みインクリボンに残されたネガ画像を見る限り、インクリボンのかなりのインクが無駄になっているのが分かる

昇華型熱転写印刷技術は、サーマルヘッドの温度を任意に変えることにより、各ドットを任意の色にすることができるという利点がある。そのため昇華型熱転写フォトプリンターは、銀塩写真と比べても遜色がないほどのリアルな連続的トーンを生成することができる。インクジェットプリンターは、これとは対照的に、紙に飛ばすインクの液滴の位置とサイズを変えることしかできず、究極的にはめっちゃ細かいディザリングに過ぎない。しかも、紙に飛ばすインクの色は、プリンターに搭載されているインクの色に制限される。インクジェットプリンターでは、インクの液滴を重ねて散乱させることで、あたかも連続的なトーンを表現できるかのように見せてはいるが、拡大すると個々の液滴を見ることができる。1990年代頃までのインクジェットプリンターは、大きな液滴と低解像度により、印刷された物は昇華型よりも大幅に劣っていたものだが、2000年代以降になると、微細な液滴と補助インクの搭載によって、非常に高品質の印刷を生成できるようなインクジェットプリンターも登場し、昇華型よりも優れた色再現性を実現するようになったため、従来は昇華型の独壇場であったフォトプリンター市場においても、2010年代以降には昇華型からインクジェットへの置き換えが進んでいる。
それでも昇華型は、インクジェット印刷に比べていくつかの利点がある。1つ目は、プリンターから排出された時点で既に印刷物が乾いていて、印刷直後にすぐに扱える状態になっていることである。また、サーマルヘッドはインクジェットのヘッドのように紙の上で前後に動作する必要がないため、故障する恐れのある可動部品を少なくできる。また、液体インクを採用したインクジェットに対して、固形インクを採用した昇華型はクリーニングをする必要が無く、印刷サイクル全体を通してクリーンに印刷できる。これらの要因によって、一般的に昇華型プリンターはインクジェットプリンターよりも信頼性の高い技術となる。
一方で昇華型プリンターには、インクジェットプリンターと比較していくつかの欠点がある。まず、インクリボンの各色ごとのパネル、およびサーマルヘッドの大きさは、印刷されるメディアと同じ大きさである必要がある。さらに、昇華インクを印刷することができるのは、特殊なコーティングを施された専用紙または特定のプラスチックのみである。そのため昇華型プリンターは、普通紙を含めた幅広いメディアへの印刷ができるインクジェットプリンターの柔軟性に敵わない。
また、染料は紙に吸収される前に少量拡散する。したがって、印刷物はシャープさを欠く部分がある。写真印刷の場合、むしろこれは自然な写真プリントを生成するのに効果的だが、他の用途（グラフィックデザインなど）の場合、このわずかなぼやけは不利となる。
昇華型では1ページを印刷するのに1ページ丸ごとと同じサイズのインクリボンが必要となるため、無駄になる染料の量も非常に多い。普通に印刷した場合では、印刷に使用する4つのパネルに載せられた染料のほとんどが無駄になる可能性もある。一度使用したパネルを再使用すると、たとえ1ドット印刷しただけだとしても、その部分が空白になってしまうため、一度使ったインクリボンを別の印刷に再利用することはできない。ほとんどの昇華型プリンタは色ごとにインクリボンを分けたりしておらず、1つのインクリボンにインクを載せたパネルをCMYOの4枚ずつ連ねたシングルロール設計であるため、たとえ単色印刷であっても、インクを載せた4枚のパネルがすべて無駄になる。インクジェットではモノクロで印刷することでインクを節約することが可能だが、昇華型では節約できない。ただしインクジェットプリンタは、インクの使用量が少ない状態が続くとインクカートリッジが乾燥する傾向があるため、「染料の浪費」に悩まされる可能性がある（さらに、使わない状態が長く続いた結果、カートリッジのノズルがインク詰まりを起こしたりすると面倒になる）。昇華型で印刷に使用するメディアは、カラーインク（インクリボン）とペーパーがセットになったパッケージの形で供給されており、つまりパッケージごとに印刷できる枚数が決まっており、1枚印刷するごとに固定費が発生する。これは、大容量インクや互換インクを使ってケチることができるインクジェットプリンタとは対照的である。
機密文書または秘密文書を印刷する環境では、昇華型プリンターは潜在的なセキュリティリスクとなるため、慎重に処理する必要がある。昇華型プリンタの原理上、「使用済み」インクリボンのパネルには、印刷物の完全なネガ画像が色分けされた状態で作成されており、何か印刷するたびに「未使用インクリボン」の反対側にある「使用済みインクリボン」のロールに順次巻き取られていく。そのためプリンターの本体を開けて「使用済みロール」を広げて見ると、プリンターで印刷されたすべての物が丸わかりになる。このような環境では、使用済みロールを単にゴミ箱に捨てては駄目で、現場でシュレッダーにかけるか焼却処分する必要がある。これは家庭用フォトプリンターでも全く同じことが言え、もし使用済みカートリッジをゴミ袋から回収されると、印刷されたものすべてが丸わかりになる。インクリボンのカートリッジはプラスチック製であるため、「使用済みロール」の寿命は数年または数十年に及ぶ可能性があり、気を付けないといけない。そのためコンパクトフォトプリンター「SELPHY」を展開する家庭用昇華型プリンター最大手のキヤノンでは、使用済みカートリッジの回収サービスを行っている。
また、昇華型プリンタの紙とインクリボンは皮脂に弱く、もし脂が付くとリボンから紙に昇華させる邪魔になる。またホコリにも弱く、もしホコリの粒子があった場合、印刷物に小さな色の塊が現れる可能性がある。ただし、ほとんどの昇華型プリンターは、このような事態を防ぐためにフィルターやクリーニングローラーを搭載しており、またほこりの斑点は、もし印刷中の紙に付いた場合は紙が一枚無駄になるだけだからそれほど気にする必要はない。

## 昇華型フォトプリンターの応用製品
かつては、昇華型プリンターと言うと工業用またはハイエンドの商業用印刷においてのみ利用されていた。例えば昇華型フォトプリンターは、医療用画像、グラフィックアートの校正、セキュリティ、および放送関連の応用製品においてのみ使用されていた。しかし今日では、高速のオンデマンド印刷を必要とするイベント写真やフォトブース、キオスク端末などで非常に一般的なものとなっている。
アルプス電気は、1990年代より家庭用として5万円から10万円程度の価格帯で高解像度な昇華型プリンターの「マイクロドライプリンタ」を製造し、昇華型印刷技術を一般消費者の身近なものとした。2021年現在においては、市場には1万円台から買える昇華型プリンター、特にはがきサイズのモバイルフォトプリンターがたくさん存在する。
小型プリンターからインスタントな写真プリントを安価に作成できるため、カードプリンターを使用したID写真など、昇華型印刷を応用した一部の製品では従来のフイルムと印画紙を使ったインスタント写真に取って代わったものもある。
いくつかのメーカーでは、卓上サイズの製品をスタンドアロンプリンター（パソコンなどと接続する必要が無く、プリンター単体で印刷できる製品）として販売しており、さらにはこれと同種の物をプリントキオスク端末や証明写真機向けとしても販売している。RS232Cなど汎用のプリンターの通信規格に対応した製品もある。一部のメーカーでは、プリンターにソフトウェア開発キットを同梱しており、自社のラベルプリンターを買ってくれたお客様に、あわよくばシステムインテグレーターとして自社のプリンターを使った応用製品を開発してもらいたい、と言う下心がうかがえる。
卓上サイズのスタンドアロン昇華型フォトプリンターは、イベント写真の出張写真家によっても使われている。プリンターのインスタントプリント機能により、イベントに参加している時間内に、携帯に便利な小型プリンターからすぐにラボ品質のプリントを作成でき、同時に販売もこなせる。
「昇華」を間接印刷プロセスとしても使用できる。一般的な白黒レーザープリンタを使った、いわゆる「トナー転写」と呼ばれる手法で昇華型印刷が利用できる。「トナー転写」には、熱転写シートに印刷した印刷物を転写プレス機で再転写するという方法（家庭では熱プレス機の代わりにアイロンが使われるので、「アイロンプリント」とも呼ぶ）が一般的だが、昇華染料を含んだ「昇華トナー」と言う特殊なトナーを使用して、普通紙に印刷した物を転写プレス機で昇華熱転写するという方法（「トナー昇華転写」）もあり、Tシャツ、帽子、マグカップ、金属、パズル、その他の表面に恒久的に熱転写できる。専用の昇華トナーはインクリボン方式のインクリボンと同じくらい高コスト、昇華トナーが使える機種が限定される、印刷も粗い、などのデメリットがあるが、転写紙の代わりに普通紙が使えるので低コスト、省スペース、高速、と言うメリットがある。2016年に日本初の卓上型昇華転写レーザープリンタを発売したアイメックス社によると、イベント会場でその場でグッズを作る際などに便利とのこと。

## 繊維業界における染料昇華印刷の利用
繊維業界において、昇華型印刷プロセスはポリエステルやその他の合成繊維に印刷するために使用されており、例えばTシャツ、垂れ幕、テーブルカバー、IDカード、スポーツウェア、旗などを印刷する際に使用されている。元々の昇華型プリンターは「昇華トナー」を使用した静電印刷によるものであったが、現在は特殊な配合の「昇華インク」を使用する大判インクジェットプリンターが一般的に利用されている。昇華インクは、液体溶剤に染料が分散した懸濁液となっており、水のような液体である。昇華再転写印刷のプロセスにおいては、まず最初に、図像を反転した状態でコーティング済み耐熱転写紙に印刷し、次に約180〜210℃（375 F）の温度で動作する熱プレス機でポリエステル製の布に転写する。高温高圧下において、染料は気体となって布地に浸透し、次に固体化して繊維と一体化する。生地は恒久的に染色されているため、洗濯しても柄落ちしない。
他の捺染方法に対する染料昇華の利点としては、図像が布の上に永続的に定着し、剥がれたり色あせたりせず、また染料が布の上に盛り上がらないので「柄が服に貼りついている感」が無いことが挙げられる。合成繊維の透明な繊維の1本1本に染料が付着することで、色が非常に鮮やかになり、シルクスクリーンの網点印刷のようなコストのかかるアナログ技術を使用せずに、写真と同等の連続的な色調変化を実現できる。また、アイテム全体に印刷する「全面印刷」や、布の端まで印刷する「フチなし印刷」もできるという利点もある。

## 昇華型熱転写プリンターの印刷速度
昇華型熱転写プリンターは熱を利用して染料を印刷媒体に転写するため、印刷速度はサーマルヘッドの「画素」が温度を変化させる速さに制限される。強い電流を流せば画素の温度を急上昇させることができるため、色を濃くすることに関しては簡単である。一方で画素を冷却するのは難しく、暗い色から明るい色に変化させるために、通常はプリントヘッドにファンやヒートシンクを取り付ける必要がある。複数のヘッドを搭載すれば、1つのヘッドを冷却している間に別のヘッドを印刷に使えるため、このプロセスを高速化することも可能である。印刷時間は昇華型プリンターによって異なるが、一般的な安価な家庭用の昇華型プリンターでは、KG判（6インチx4インチ）の写真を45秒～90秒程度で印刷できる。業務用プリンタなら、はるかに高速に印刷できる。例えば、シンフォニアが2010年に発売した高速昇華型デジタルフォトプリンタColor Stream S2は、KG判の写真をわずか6.8秒で印刷でき、三菱昇華型カラーフォトプリンタCP-D707DWは、同じKGサイズで6秒を切る高速印刷が可能である。いずれの場合も、完成したプリントはインクジェットとは違い、プリンターから出て来た時点で完全に乾いている。

## 昇華式ピエゾプリンター
インクジェットプリンターのプリントヘッドにはサーマル方式とピエゾ方式があるが、家庭用大手プリンターメーカーではエプソン以外のすべてのメーカーがサーマル方式を採用していたのに対し、エプソンだけはピエゾ方式を採用していた。また、「ダイレクト昇華インク」を用いた捺染プリンターにはインクリボンを使ったインクリボン方式、トナーを使ったレーザープリンター方式、水性染料インクを使ったインクジェット方式があるが、エプソンが2013年に業務用プリンター「SureColor」シリーズに昇華型インクを採用した製品を加え、業務用ガーメントプリンター市場に本格参入した際、ヘッドは当然ピエゾ方式のインクジェットヘッドを採用した。
2014年、デジタル捺染の市場が急速に拡大するのを見たエプソンは、この市場に向けて「PrecisionCore」と称する新開発のピエゾプリントヘッドを投入。ガーメントプリンター市場において、昇華型インクを使用したデジタルインクジェット印刷の支持は拡大しており、例えば2021年現在でガーメントプリンター最大手の一角を占める武藤工業も、エプソンからピエゾプリントヘッドの供給を受けている。エプソンと並ぶ家庭用プリンター大手のキヤノンも、商用印刷の分野への攻勢の機会をうかがっていたが、2020年にピエゾ方式のプリントヘッドの開発に成功。インクジェットは印刷する対象物を選ばないため、もともと商業印刷向きの技術とされており、またピエゾ方式はインクに熱を加えないため、特にプロフェッショナル用途での色の再現性に適していると考えられている。
市場で入手可能なピエゾ染料昇華プリンター用の染料昇華インクには2つのタイプがある。最も一般的なのがエプソンのヘッドなどで採用されている「水性染料昇華インク」で、これは小型のデスクトップ用でも業務用大判プリンターでも両方で使用できる。一方、ローランドやミマキエンジニアリングなどは「溶剤染料昇華インク」を使っている。それぞれ、各社のヘッド用の詰め替えインクが販売されているが、この2つを間違えて混ぜてはいけない。
水性染料昇華インクを使用する大判ピエゾプリンターの印刷速度は、引き続き向上している。44インチ幅の小型の業務用ガーメントプリンターでも、印刷速度が1時間あたり18平方メートルに達するが、高速の工業用テキスタイルプリンターでは印刷速度が1時間あたり3,000平方メートルを超える。